# Михајло Бабамилкић
Михајло Бабамилкић (1867—1950) био је у више наврата председник лесковачке општине пре Првог и између два светска рата.

## Биографија
Михајло Бабамилкић био је члан Радикалне странке и, у више наврата, председник општине Лесковац.
Као председник лесковачке општине, за време свог првог мандата који је трајао од 1902. до 1913. године, изградио је три јавне чесме у Лесковцу, 23 школска одељења у Лесковцу и околини, неколико мостова на Ветерници - у Подврцу код "Каспарове кафане", код Маврене пијаце и код кланице. Поставио је општинске ваге на житној пијаци и код железничке станице, подигао је нову општинску зграду и општинску кланицу. На његову интервенцију Лесковац је добио болницу. 
У другом мандату за председника општине изабран је 1921. године и на том положају остао је до 1923. године. 1935. године указом је по трећи пут постављен на место председника општине и тада је почео његов трећи мандат који је трајао до 1939. године. У последњем мандату поставио је коцкасту калдрму у тада главним лесковачким улицама, Краља Петра и Краља Александра, асфалтирао је тротоаре, отворио прву амбуланту за бесплатно лечење грађана, подигао бетонски мост код Поште и зграду Монопола (1937. године). У згради Монопола био је смештен магацин за дуван у коме је запошљено више стотина радника, углавном сиромаха и сељака из околине. Исте године подигао је при варошком гробљу Шпитаљ дом за изнемогле, сиромашне и болесне старце са 12 одељења.
Његовом заслугом, за време целокупног председниковања, подигнуто је више од 15 чесама и неколико хидрофора а повећан је и капацитет главног резервоара за воду (од 120 000 на 200 000 литара воде). 
Михајло Бабамилкић се бавио комуналном политиком и волео је да полемише на ту тему са различитим ауторима на страницама локалних листова. Због значајних резултата на решавању комуналних проблема града, београдско „Време” прогласило га је „за татка на народ бр 2”. Истицао је да жели да „уреди  Лесковац” и да „са лица Српског Манчестера уклони лик паланке”.
Умро је 1950. године и сахрањен на Шпитаљском гробљу у Лесковцу.
Приликом једног интервјуа после избора за председника општине 1935. године на питање новинара да опише свој програм, популарни Миче је одговорио: "Слушај дете, к'д ме питујеш за Лесковац, одма ћу ти кажем. Нема туј никакви програми и пројекти. Туј има само три речи, а тој су: С'с малецке паре џумбус правим, разбра ли ме?"